# 天主教尼斯教區
天主教尼斯教區（拉丁語：Dioecesis Nicensis）是法國一個羅馬天主教教區，屬馬賽總教區。
教區成立於3世紀，首位主教是尼斯的巴素。教區位於阿爾卑斯濱海省，2004年有教友750,000人（佔轄區總人口74.1%）、128個堂區、281名司鐸。現任教區主教為安德肋·馬索。